# Shahīd Dāvūd Hādīān
Shahīd Dāvūd Hādīān (persiska: شهید داود هادیان, Sarāb Qanbar-e Shahīd Hādīān) är en ort i Iran.   Den ligger i provinsen Kermanshah, i den västra delen av landet, 500 km väster om huvudstaden Teheran. Shahīd Dāvūd Hādīān ligger 1 521 meter över havet och antalet invånare är 111.
Terrängen runt Shahīd Dāvūd Hādīān är huvudsakligen kuperad, men västerut är den bergig. Runt Shahīd Dāvūd Hādīān är det ganska glesbefolkat, med 42 invånare per kvadratkilometer. Närmaste större samhälle är Āsemānābād, 19,5 km sydost om Shahīd Dāvūd Hādīān. Omgivningarna runt Shahīd Dāvūd Hādīān är i huvudsak ett öppet busklandskap.